# Hakim Miloudi

a Compétitions nationales et continentales officielles uniquement.

b Matchs officiels uniquement.
Dernière mise à jour le 19 juillet 2025.
Hakim Miloudi (en arabe : حكيم ميلودي), né le 26 juin 1993 à Perpignan, est un joueur de rugby à XIII et international algérien de rugby à XV et à sept. Il évolut aux postes d'arrière, de centre ou d'ailier au sein de l'effectif du XIII Baroudeur de Pia.
Son frère cadet Amine Miloudi est également un joueur de rugby à XIII et est international algérien de rugby à sept.

## Biographie

### Carrière en club
Il commence très jeune le rugby à XIII dans les rangs du XIII Catalan et intègre le pôle espoirs de Carcassonne et de Toulouse. Il alterne entre le XIII (Saint-Estève XIII catalan) et le rugby à XV (USAP), il est écarté de Saint-Estève XIII Catalan pour comportement et choisit de s'enrôler pour Béziers en XV. Finalement, il revient au rugby à XIII et rejoint Palau-del-Vidre puis Carcassonne. Avec ce dernier, il est l'un des artisans de la victoire en finale de la Coupe de France 2017 avec deux essais et un drop inscrits en finale contre Lézignan. Puis, il part à Hull FC en Super League.
En 2021, dans le cadre d'une rencontre de préparation des Dragons Catalans, il est sélectionné dans le XIII du Président réunissant les meilleurs éléments du Championnat de France.

### Carrière internationale
Appelé à disputer la Coupe du monde 2017 avec l'équipe de France, il y est finalement exclu avant le départ de la sélection en Australie pour raisons disciplinaires. Un an plus tard, grâce à des bonnes performances, le sélectionneur Aurélien Cologni le rappelle en sélection.
En 2023, Hakim Miloudi décide de représenter l'équipe nationale d'Algérie à sept pour tenter d’accrocher la qualification pour Paris 2024,. L'Algérie remporte le tournoi de qualification pré-olympique "Africa Men's Seven", en battant en finale le Nigeria (24-5), à Mapou (Maurice) et dispute la phase finale qualificative au Zimbabwe.
Hakim Miloudi est appelé pour la première fois en sélection algérienne à l'intersaison 2025, afin de disputer la phase finale de la Coupe d'Afrique, faisant office de tournoi qualificatif de la zone Afrique pour la Coupe du monde 2027,. Il a honoré sa première cape internationale avec l'équipe d'Algérie le 8 juillet 2025 contre la Côte d'Ivoire, victoire de l'Algérie 41 à 6.

## Palmarès
- Collectif :
  - Vainqueur de la Coupe d'Europe : 2018 ( France)
  - Vainqueur de la Coupe de France : 2017 (Carcassonne).
  - Vainqueur du Championship : 2019 (Toronto).
  - Finaliste de la Coupe de France : 2023 (Albi).